# Загублені: Пошук шести із шести мільйонів
Загублені: Пошук шести із шести мільйонів (англ. The Lost: A Search for Six of Six Million) (ISBN 978-0-06-054297-9) спогади американського автора Даніеля Мендельсона, опубліковані у вересні 2006 року, які оцінюються як новий погляд на Голокост. Книга отримала численні премії і була перекладена на кілька мов, у тому числі французьку, німецьку, голландську, італійську, іспанську, португальську, грецьку, румунську, норвезьку та іврит.
Книга розповідає, як Мендельсон подорожує по світу у пошуках подробиць про життя і долі його дядька з боку матері, Самуіла Ягера, його дружини Естер і їхніх чотирьох дочок, які жили в Болехові і були вбиті під час нацистської окупації. За словами автора, «моя книга — це спроба з'ясувати точно, конкретно, що сталося з цим народом».